# Bavinkhove
Bavinkhove (officieel: Bavinchove) is een gemeente in de Franse Westhoek, in het Franse Noorderdepartement (Frans: département du Nord). De gemeente ligt in Frans-Vlaanderen in de streek het Houtland, aan de grens van het departement Pas-de-Calais. Zij grenst aan de gemeenten Kassel, Okselare, Stapel, Ruisscheure, Klaarmares en Zuidpene. De gemeente telde op 1 januari 2022 1.046 inwoners.

## Naam en geschiedenis
De plaats werd voor het eerst vermeld in 1071 (in pugna Bavinchoviana propre Casletum ofwel: in de Slag van Bavinkhove nabij Kassel), in 1114 (Bavincove), in 1793 (Bavinchova) en in 1801 (Bavinckove).
Bavinkhove ligt aan de heerweg van Kassel naar Thérouanne. Er werd een Romeinse drievoet en een bronzen Bacchusfiguur aangetroffen.
Omdat het strategisch gelegen Kassel in de directe nabijheid lag, was ook Bavinkhove het toneel van diverse veldslagen, zoals in 1071, in 1303, in 1328 en in 1677.
Op 22 februari 1071 vond de Slag bij Kassel (1071) in de nabijheid van Bavinkhove, op het tegenwoordige grondgebied van de gemeente, plaats. Graaf Arnulf III van Vlaanderen, bijgenaamd De Ongelukkige, is hier gedood.
De heerlijkheid Bavinkhove werd in de 13e eeuw nog bestuurd door de familie Van Bavinkhove, vanaf 1289 via huwelijk door de familie de Créquy.
In 1677 vond de Slag bij Kassel plaats. Tijdens de Eerste Wereldoorlog bleef Bavinkhove vrij van de bezetter.
Bavinkhove werd, tijdens de Tweede Wereldoorlog, begin september 1944 bevrijd.

## Bezienswaardigheden
- De Sint-Audomaruskerk (Église Saint-Omer)
- Op het kerkhof van Bavinkhove bevinden zich 8 Britse oorlogsgraven uit de Tweede Wereldoorlog.

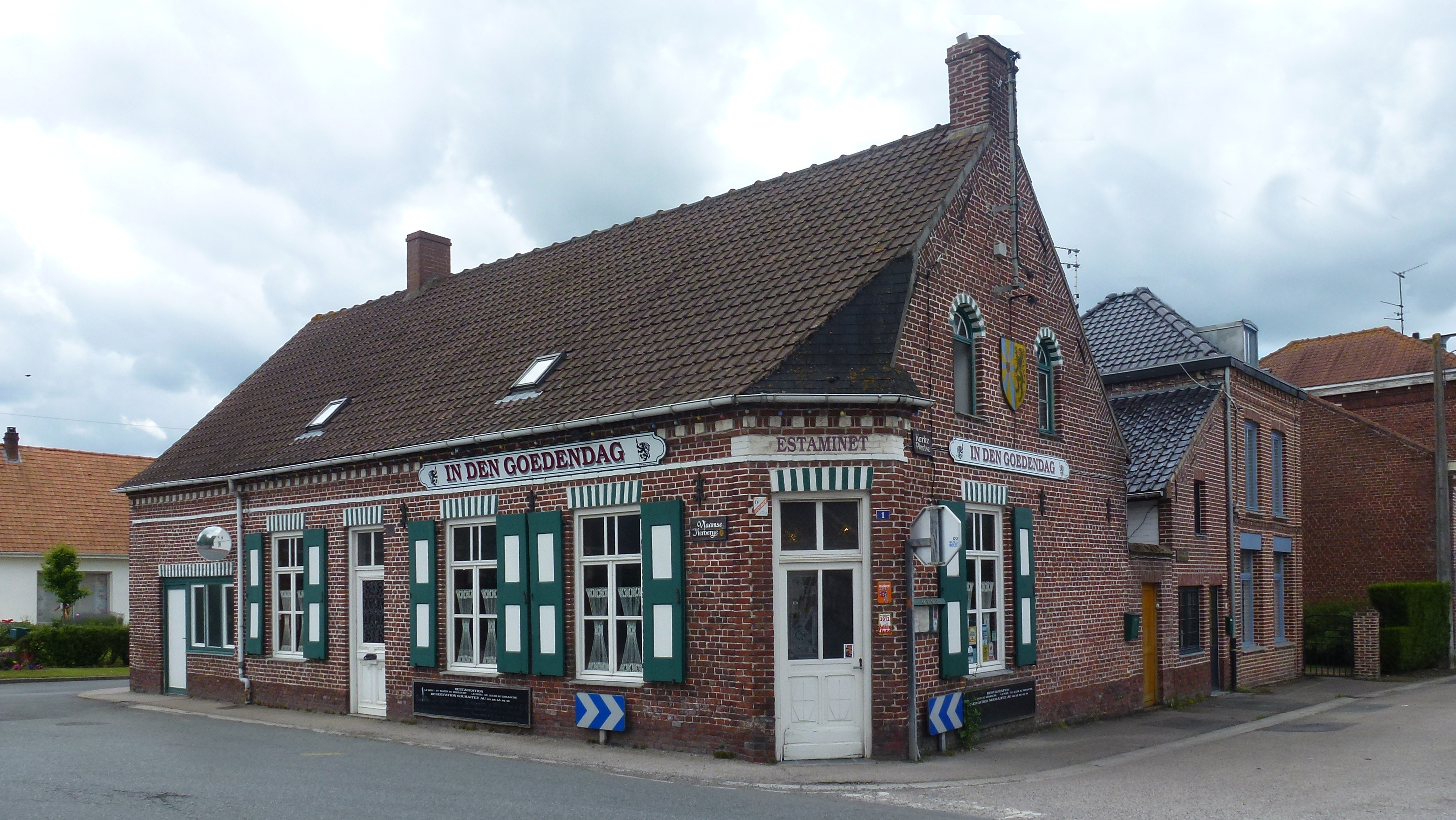
Estaminet "In den goedendag"
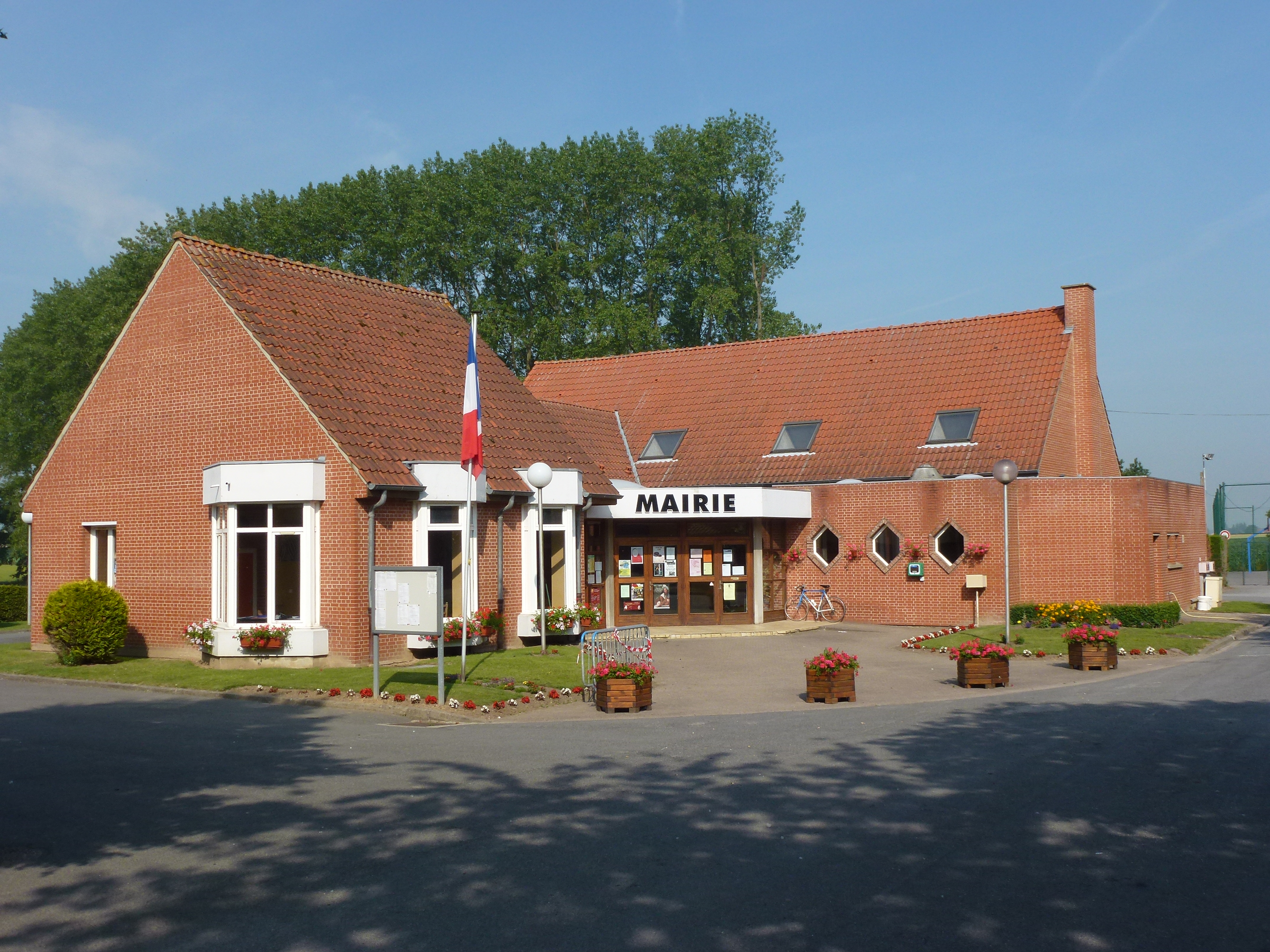
Het gemeentehuis van Bavinkhove (Het Wethuis)
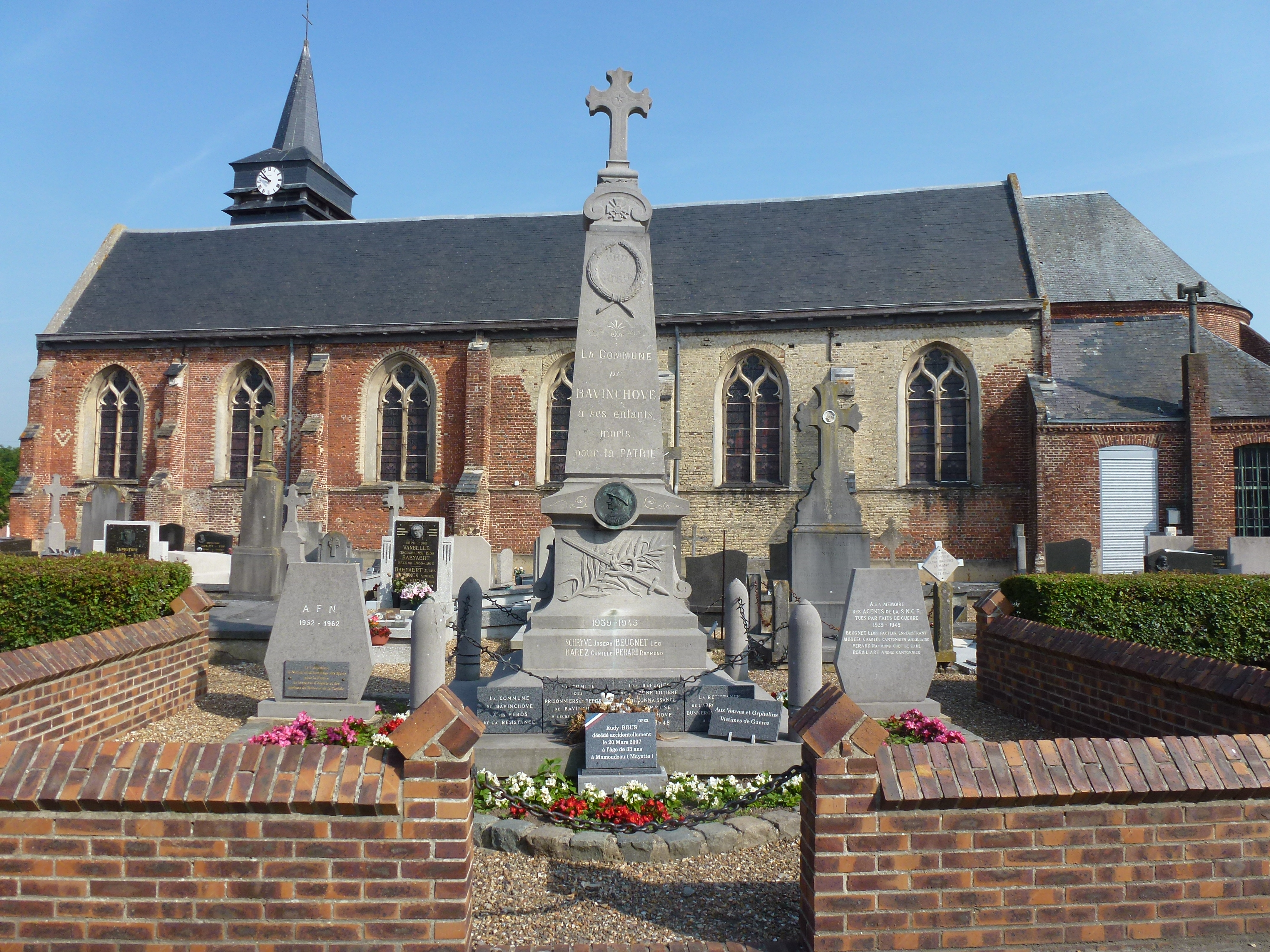
De Sint-Omaarskerk en het Monument voor de Doden
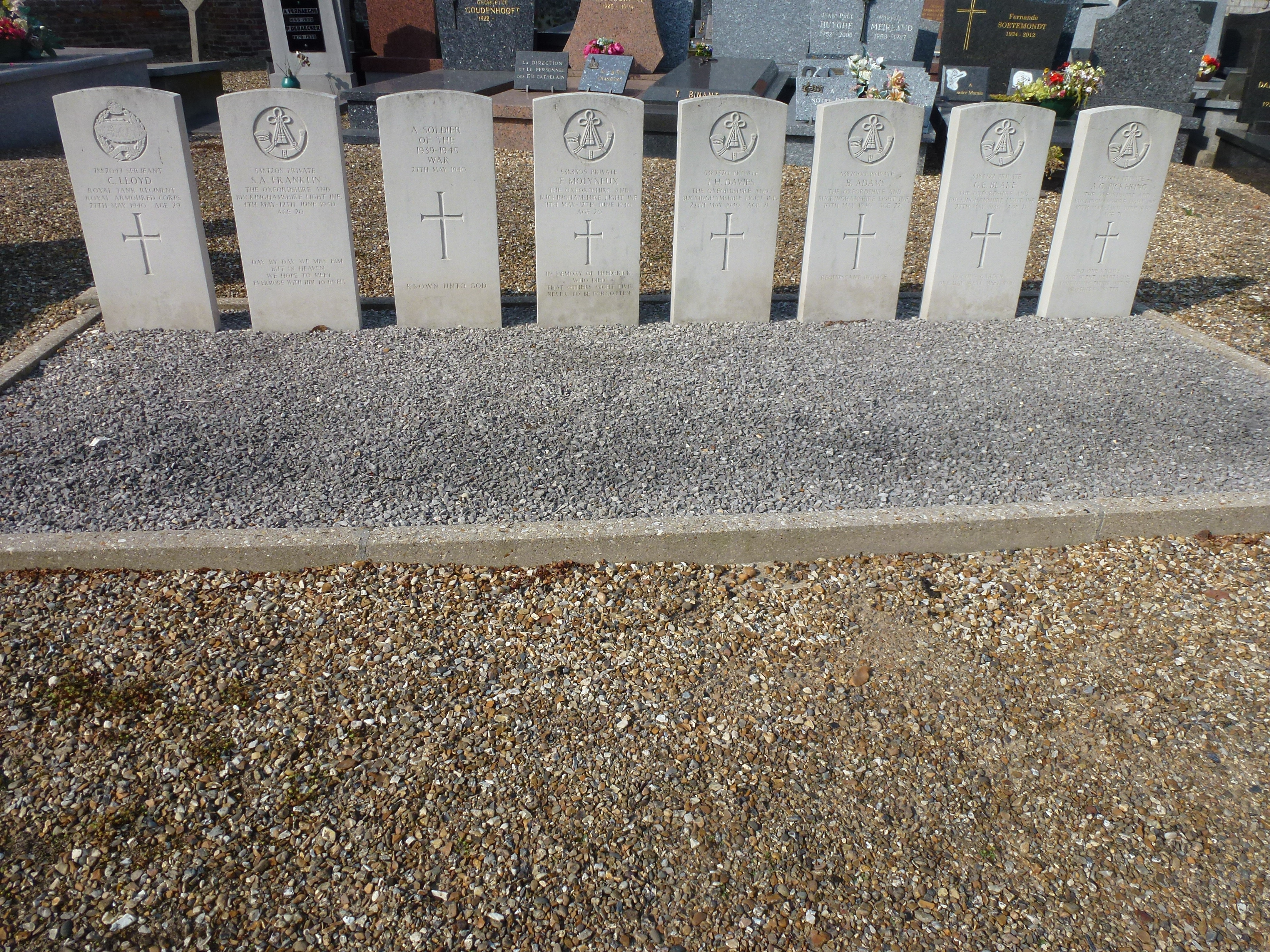
Grafstenen op het kerkhof van Bavinkhove
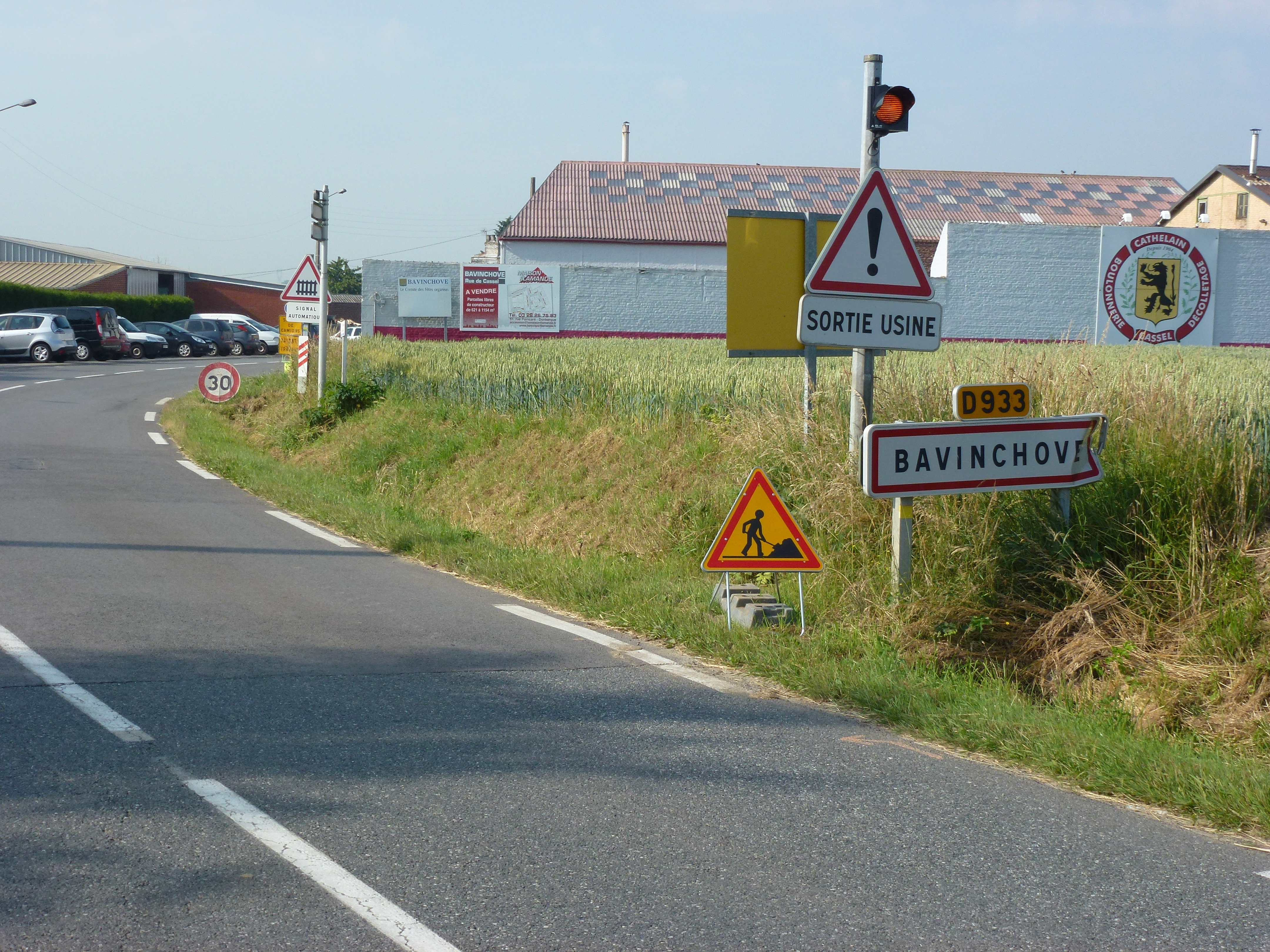
Toegangsweg van het dorp.

## Geografie
De oppervlakte van Bavinkhove bedroeg op 1 januari 2022 8,31 vierkante kilometer; de bevolkingsdichtheid was toen 125,9 inwoners per km². De geografische coördinaten zijn 50° 47' N.B. 2° 28' O.L.

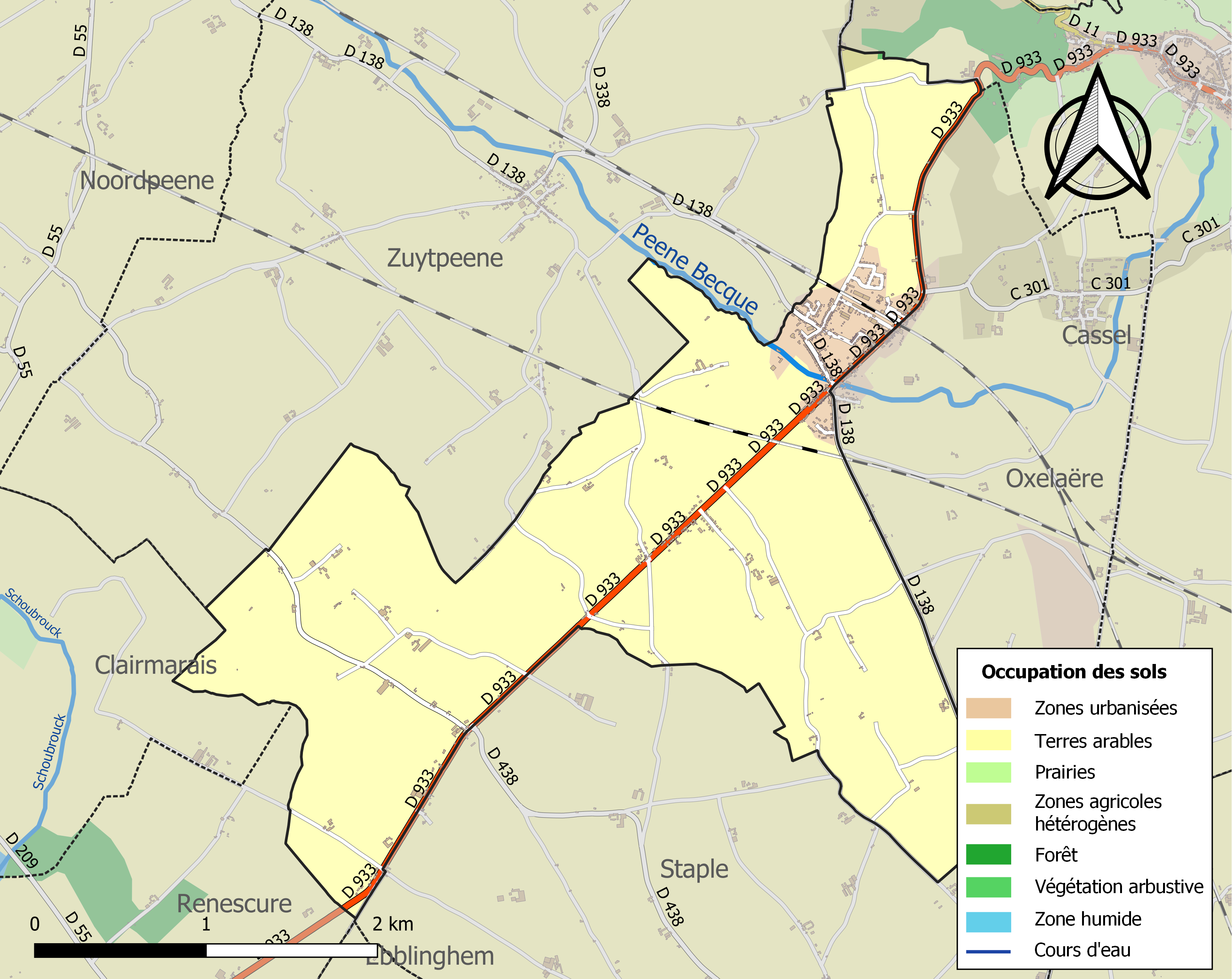
Kaart van de gemeente met de belangrijkste infrastructuur, bodemgebruik en omliggende gemeenten

Bavinkhove ligt in het Houtland, op een hoogte van 15-93 meter. In het noorden ligt de Kasselberg, een getuigenheuvel op de westelijke uitloper van het West-Vlaams Heuvelland.

## Verkeer en vervoer
Op het grondgebied van de gemeente Bavinkhove, in het dorpscentrum, bevindt zich het Station Kassel; welke stad op ruim twee kilometer zuidwestelijk van het station is gelegen op een heuvel (Kasselberg). Het station is gelegen aan de spoorlijn Duinkerke-Atrecht.

## Demografie
Onderstaande figuur toont het verloop van het inwonertal (bron: INSEE-tellingen).

## Nabijgelegen kernen
Kassel, Okselare, Zuidpene, De Niepe